# Omloop van de Vlaamse Scheldeboorden 2008
L'Omloop van de Vlaamse Scheldeboorden 2008, ventesima edizione della corsa, valido come evento dell'UCI Europe Tour 2008 categoria 1.1, si svolse il 30 settembre 2008 per un percorso di 196,4 km. Fu vinto dal belga Wouter Weylandt, che giunse al traguardo in 4h 05' 00" alla media di 48,09 km/h.
Dei 115 ciclisti alla partenza 56 portarono a termine la competizione.

## Ordine d'arrivo (Top 10)
| Pos. | Corridore           | Squadra         | Tempo    |
| ---- | ------------------- | --------------- | -------- |
| 1    | Wouter Weylandt     | QuickStep       | 4h05'00" |
| 2    | Hans Dekkers        | Mitsubishi      | s.t.     |
| 3    | Wouter Van Mechelen | Landbouwkrediet | s.t.     |
| 4    | Kristof Goddaert    | Topsport Vl.    | s.t.     |
| 5    | Niko Eeckhout       | Topsport Vl.    | s.t.     |
| 6    | Vytautas Kaupas     | Mitsubishi      | s.t.     |
| 7    | Aljaksandr Usaŭ     | AG2R La Mon.    | s.t.     |
| 8    | Jürgen Roelandts    | Silence         | s.t.     |
| 9    | Roy Curvers         | Skil-Shimano    | s.t.     |
| 10   | Kasper Jebjerg      | Designa Køk.    | s.t.     |